# Nachal Rakefet
Nachal Rakefet (hebrejsky: נחל רקפת) je vádí v severním Izraeli.
Začíná v nadmořské výšce okolo 200 metrů v pohoří Karmel, nedaleko od jižního okraje města Dalijat al-Karmel. Vádí směřuje k jihovýchodu prudce se zařezávajícím zalesněným údolím, které je turisticky využíváno. Při vádí tu stojí jeskyně Ma'arat Rakefet (מערת רקפת). Na severním okraji města Jokne'am, na pomezí pohoří Karmel a vysočiny Ramat Menaše, ústí zleva do vádí Nachal Jokne'am.